# 臺南市東區德高國民小學
22°57′46.39″N 120°14′10.02″E / 22.9628861°N 120.2361167°E
臺南市東區德高國民小學，簡稱德高國小，是一所位於臺灣臺南市東區的市立國民小學，在崇善路上，鄰近臺南市仁德區。

## 外部連結
- 臺南市東區德高國民小學 （页面存档备份，存于）